# بيل أدلر
بيل أدلر (بالإنجليزية: Bill Adler) هو صحفي أمريكي، ولد في 18 ديسمبر 1951 في بروكلين في الولايات المتحدة.

## وصلات خارجية
- بيل أدلر على موقع IMDb (الإنجليزية)